# 小瓣卷耳
小瓣卷耳（学名：Cerastium parvipetalum）为石竹科卷耳属下的一个种。

## 扩展阅读
- 維基物種上的相關：小瓣卷耳